# Club Deportivo Mirandés 2023-2024
Questa voce raccoglie le informazioni riguardanti il Club Deportivo Mirandés nelle competizioni ufficiali della stagione 2023-2024.

## Rosa
Aggiornata al 2 febbraio 2024.
| N. |                    | Ruolo | Calciatore            |
| -- | ------------------ | ----- | --------------------- |
| 1  | Spagna (bandiera)  | P     | Ramón Juan (capitano) |
| 2  | Spagna (bandiera)  | D     | Sergio Santos         |
| 3  | Spagna (bandiera)  | D     | Barbu                 |
| 6  | Spagna (bandiera)  | C     | Beñat Prados          |
| 7  | Spagna (bandiera)  | C     | Nico Serrano          |
| 8  | Spagna (bandiera)  | C     | Juanlu Sánchez        |
| 9  | Spagna (bandiera)  | A     | Raúl García           |
| 10 | Spagna (bandiera)  | C     | César Gelabert        |
| 11 | Marocco (bandiera) | A     | Ilyas Chaira          |
| 13 | Spagna (bandiera)  | P     | Alfonso Herrero       |
| 14 | Spagna (bandiera)  | C     | Pinchi                |
| 16 | Spagna (bandiera)  | D     | Raúl Navas            |

| N. |                          | Ruolo | Calciatore         |
| -- | ------------------------ | ----- | ------------------ |
| 17 | Guinea-Bissau (bandiera) | D     | Houboulang Mendes  |
| 18 | Spagna (bandiera)        | C     | Álvaro Sanz        |
| 19 | Francia (bandiera)       | C     | Mathis Lachuer     |
| 20 | Portogallo (bandiera)    | D     | Diogo Verdasca     |
| 21 | Spagna (bandiera)        | D     | Roberto López      |
| 23 | Italia (bandiera)        | A     | Antonino La Gumina |
| 24 | Stati Uniti (bandiera)   | D     | Jonathan Gómez     |
| 25 | Slovenia (bandiera)      | P     | Žiga Frelih        |
| 26 | Spagna (bandiera)        | D     | Juan María Alcedo  |
| 27 | Grecia (bandiera)        | D     | Nikos Michelīs     |
| 28 | Spagna (bandiera)        | A     | Javier Llabrés     |
| 32 | Spagna (bandiera)        | D     | Rubén Sánchez      |